# Dawid Krystek
Dawid Wojciech Krystek (ur. 18 stycznia 1980 w Świnoujściu) – polski politolog i polityk, od 2024 wicewojewoda zachodniopomorski. W latach 2010–2018 radny miasta Szczecina.

## Życiorys
Ukończył politologię na Uniwersytecie Szczecińskim. Pracował jako dyrektor handlowy w firmie KZU Pomorze zajmującej się wywozem śmieci, był też właścicielem własnej firmy handlowo-usługowej oraz (w latach 2022–2024) zastępcą dyrektora Zachodniopomorskiego Centrum Onkologii ds. zarządzania doświadczeniami pacjentów.

### Działalność polityczna
Dołączył do Sojuszu Lewicy Demokratycznej. W 2004 został członkiem zarządu tej partii w regionie zachodniopomorskim, a w 2008 przewodniczącym struktur w Szczecinie. W wyborach samorządowych w 2010 został wybrany na radnego Szczecina, otrzymując 1508 głosów. Został przewodniczącym klubu radnych SLD oraz przewodniczącym Komisji ds. Sportu. W wyborach w 2014 bezskutecznie ubiegał się o fotel prezydenta Szczecina. Otrzymał 6114 głosy (5,66%), zajmując 5. miejsce spośród 8 kandydatów. Uzyskał natomiast reelekcję do rady miasta, otrzymując 1189 głosów. Został członkiem rady Euroregionu Pomerania. W wyborach parlamentarnych w 2015 bez powodzenia kandydował z listy Zjednoczonej Lewicy w okręgu szczecińskim do Sejmu, uzyskał 3508 głosów. W marcu 2018 został ogłoszony jako kandydat SLD na prezydenta Szczecina. W wyborach w tym samym roku ponownie odpadł w pierwszej turze, otrzymując 5828 głosów. Bezskutecznie ubiegał się także o reelekcję do rady miasta, otrzymując 1492 głosy.
W wyborach parlamentarnych w 2019 bez sukcesu ubiegał się o mandat posła na Sejm, otrzymał 4326 głosów. W 2021 wraz z SLD przystąpił do Nowej Lewicy. Również bezskutecznie kandydował do Sejmu w wyborach parlamentarnych w 2023, otrzymując 2302 głosy. 17 stycznia 2024 został powołany na stanowisko drugiego wicewojewody, zastąpił na tej funkcji Mateusza Wagemanna.